# ریوکو اونو
ریوکو اونو (ژاپنی: 宇野 涼子؛ زادهٔ ۹ نوامبر ۱۹۷۵) بازیکن فوتبال اهل ژاپن و عضو تیم ملی فوتبال ژاپن است که در تاریخ ۳ ژوئن ۱۹۹۱ میلادی اولین بازی ملی‌اش را انجام داد. او در ۶ بازی ملی حضور داشت و آخرین بازی ملی خود را در تاریخ ۱۸ مه ۱۹۹۶ میلادی انجام داد. ریوکو اونو در بازی‌های ملی‌اش
گلی به ثمر نرساند.